# Пшеводово-Парцеле
Пшеводово-Парцеле (пол. Przewodowo-Parcele) — село в Польщі, у гміні Ґзи Пултуського повіту Мазовецького воєводства.
Населення — 123 особи (2011).

## Демографія
Демографічна структура станом на 31 березня 2011 року:
|          | Загалом | Допрацездатний вік | Працездатний вік | Постпрацездатний вік |
| -------- | ------- | ------------------ | ---------------- | -------------------- |
| Чоловіки | 64      | 13                 | 40               | 11                   |
| Жінки    | 59      | 7                  | 35               | 17                   |
| Разом    | 123     | 20                 | 75               | 28                   |